# Trigonoptera obscura
Trigonoptera obscura är en skalbaggsart som beskrevs av Gilmour 1949. Trigonoptera obscura ingår i släktet Trigonoptera och familjen långhorningar.
Artens utbredningsområde är Irian Jaya. Inga underarter finns listade i Catalogue of Life.